# Soacha
Soacha és el segon municipi més poblat del departament de Cundinamarca a Colòmbia. La seva àrea és de 184 km² i la seva població és de 533 718 (2017). La seva àrea urbana està conurbada amb la del Districte capital de Bogotà.
Soacha està situat en un territori que ancestralment pertanyia al poble indígena muisca i hereta el seu nom d'aquesta comunitat. La paraula «Soacha» és un topònim de l'idioma muisca que es divideix en dues paraules: «Sua», que vol dir sol i «cha», que significa home. Els muiscas van ser part del cacicazgo de Bacatá, sota el comandament del Zipa. Era una comunitat que practicava labors agropecuàries, mineres i d'orfebreria.
Soscha limita al nord amb Bojacá i Mosquera; al sud amb Sibaté i Pasca; a l'est amb Bogotà (localitats de Bosa i Ciutat Bolívar); i a l'oest amb Granada i San Antonio del Tequendama. Es troba dividida en sis comunes: Compartir, Soacha Central, La Despensa, Cazucá i Ciudadela Sucre, Sant Mateo i San Humberto.